# Julio A. Gómez
General Julio Alberto Gómez fue un militar mexicano que participó en la Revolución mexicana. Nació en San Pablo, del ex distrito de Acatlán, Puebla. Se incorporó al movimiento maderista a las órdenes de Jesús Morales y estuvo presente en la proclamación del Plan de Ayala en noviembre de 1911, aunque no firmó el documento, al no ostentar grado importante. En 1914 fue ascendido a general de brigada; a partir de ese momento operó en las fuerzas zapatistas del estado de Guerrero. Se desconoce la fecha de su muerte. 